# Lelek (zespół muzyczny)
Lelek – polski folkowy zespół muzyczny założony z inicjatywy Macieja Szajkowskiego w 2015 roku.
Zespół w swojej twórczości, jak i w nazwie, odwołuje się do panteonu bogów słowiańskich oraz kultury prasłowian.

## Historia zespołu
Zespół został założony w maju 2015 roku z inicjatywy Macieja Szajkowskiego, perkusisty takich grup, jak Kapela ze Wsi Warszawa czy R.U.T.A. W skład zespołu, oprócz Szajkowskiego, weszli: wokaliści Michał Rudaś i Jakub Koźba, multiinstrumentalista Kamil Rogiński, perkusjonalista Piotr Stefański, klawiszowiec Patryk Kraśniewski oraz producent muzyczny Mariusz Dziurawiec.
21 marca 2016 roku ukazał się debiutancki album studyjny zespołu zatytułowany Brzask Bogów, który został wydany przez wytwórnię Karrot Kommando.

## Znaczenie nazwy
Nazwa zespołu nawiązuje do ludowych wierzeń, według których lelki zwyczajne przylatywały do stad kóz i piły ich mleko z wymion. W wierzeniach słowiańskich lelek kozodój był uważany za zoomorficzne wyobrażenie dusz.

## Skład
- Maciej Szajkowski (ur. w 1975 w Warszawie) – bębny obręczowe, tof, barabany
- Kamil Rogiński (ur. w 1973 w Lubinie) – saz, kosmonolith, cytra, flety, multanki, śpiew
- Michał Rudaś (ur. 14 sierpnia 1981 w Warszawie) – śpiew
- Jakub Koźba (ur. w Łodzi) – śpiew
- Piotr Stefański (ur. 7 czerwca 1973 w Skarżysko-Kamiennej) – instrumenty perkusyjne, śpiew
- Patryk Kraśniewski – instrumenty klawiszowe
- Mariusz Dziurawiec (ur. 23 grudnia 1970 we Wrocławiu) – Studio As One – produkcja muzyczna, miksowanie, mastering, koncertowa realizacja dźwięku

## Dyskografia

### Albumy studyjne
- Brzask Bogów (2016)